# Pont Lafayette (Lyon)
Le pont Lafayette à Lyon est le troisième plus ancien pont sur le Rhône. En 1826, est construit un premier pont, le pont Charles-X ou pont du Concert à partir de 1828. Long de 214 m et large de 13 m, il est constitué d'une charpente en bois reposant sur des culées et des piles en maçonnerie.
Le 5 septembre 1829, Lafayette fait une entrée triomphale dans Lyon en empruntant le pont qui est rebaptisé en son honneur le 19 septembre 1830. Il est emporté par des crues en 1840, puis en 1856.
Trop vétuste, il est remplacé en 1890 par le  pont actuel, à structure métallique reposant sur des piles en pierres de Porcieu-Amblagnieu. 
Les piles sont ornées de copies des bronzes des frères Coustou, le Rhône par Guillaume Coustou, et la Saône par Nicolas Coustou, dont les originaux étaient placés jusqu'en 2021 de part et d'autre de la statue de Louis XIV place Bellecour.
L'arche centrale, détruite en septembre 1944 par les troupes allemandes juste avant leur évacuation de la ville, est reconstruite et le pont rouvre en 1946.
Le 24 mai 1968, il fut le lieu des plus violents affrontements de mai 68 à Lyon avec la mort du commissaire de police, René Lacroix, mort qui marqua un tournant du mouvement protestataire dans la ville.

## Galerie

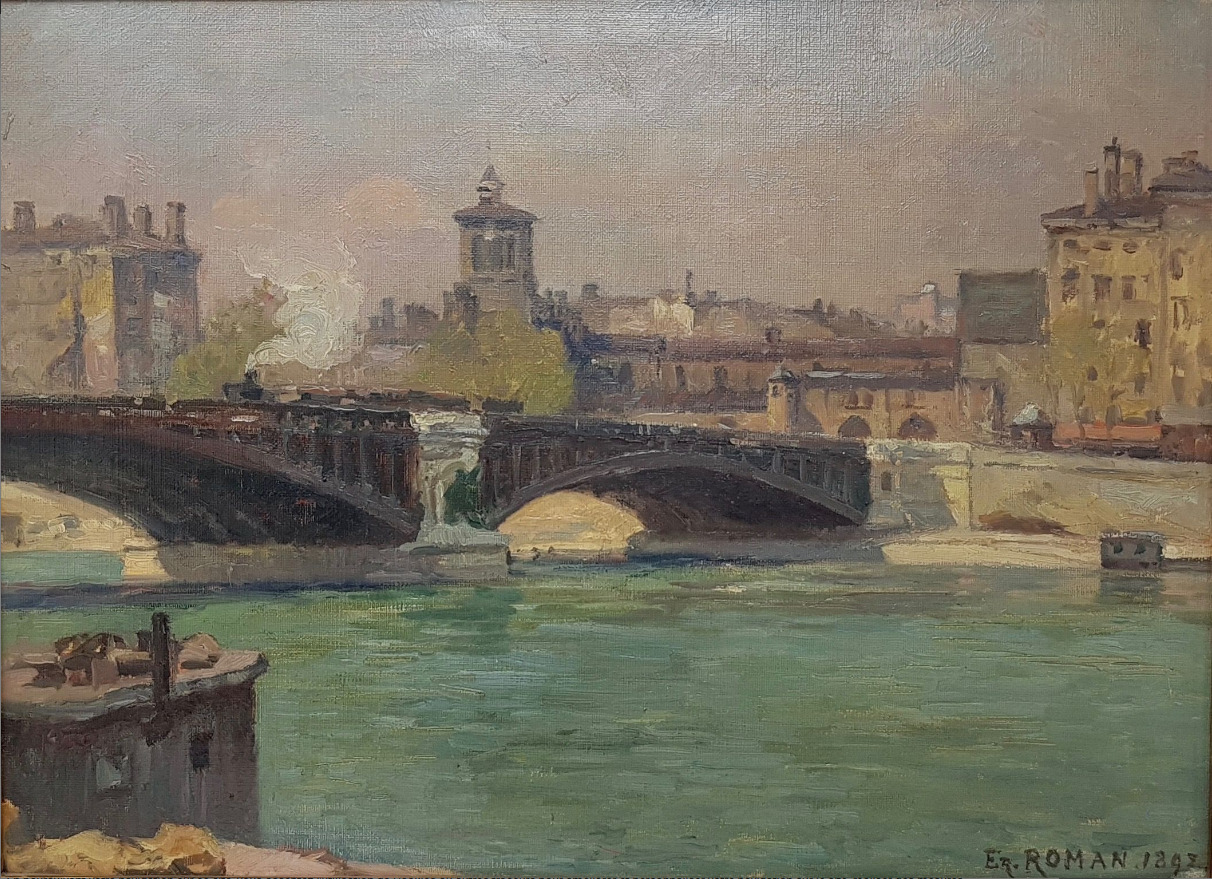
Le pont en 1892, par Ernest Roman.
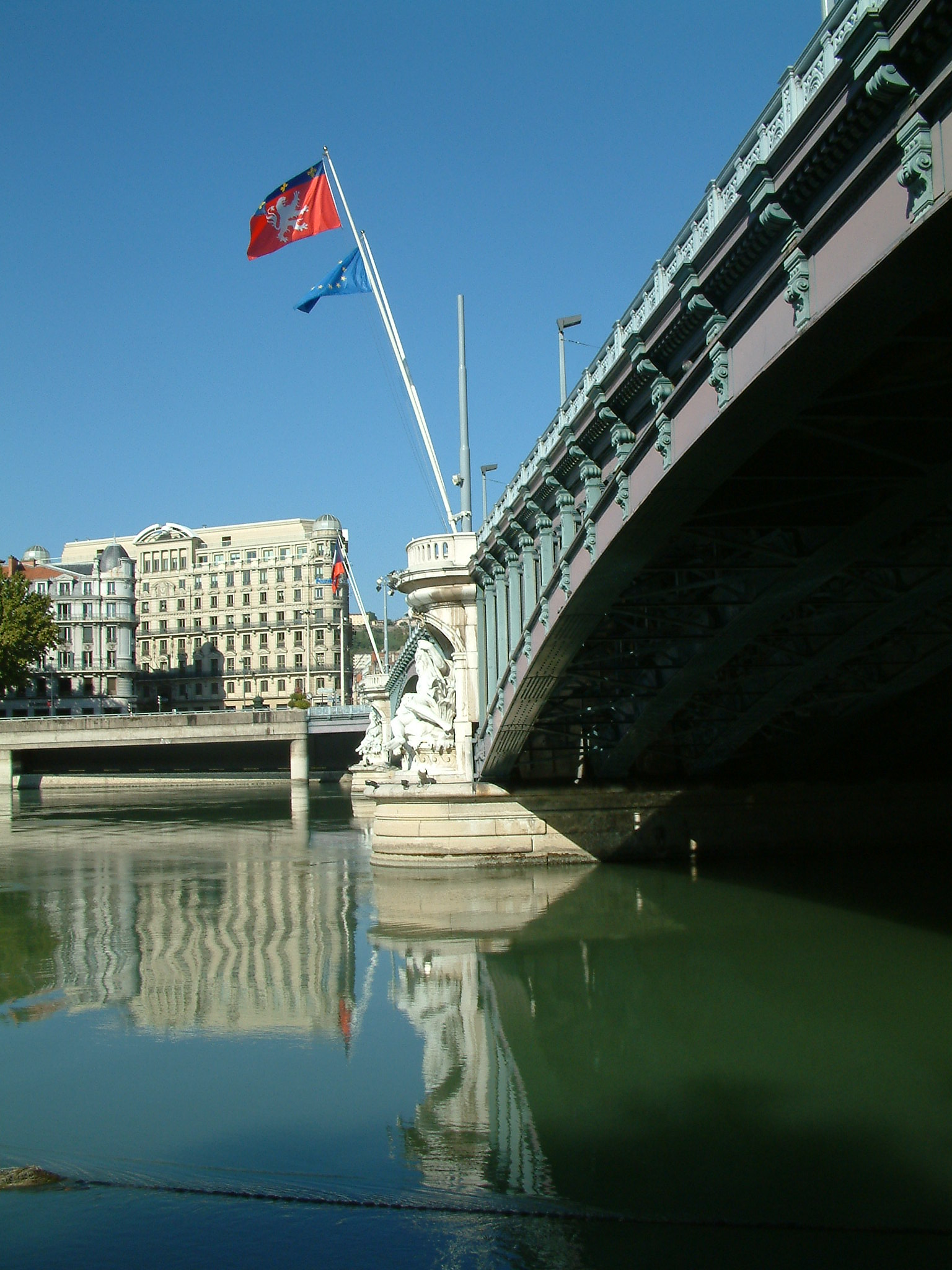
Le pont Lafayette depuis la rive gauche.
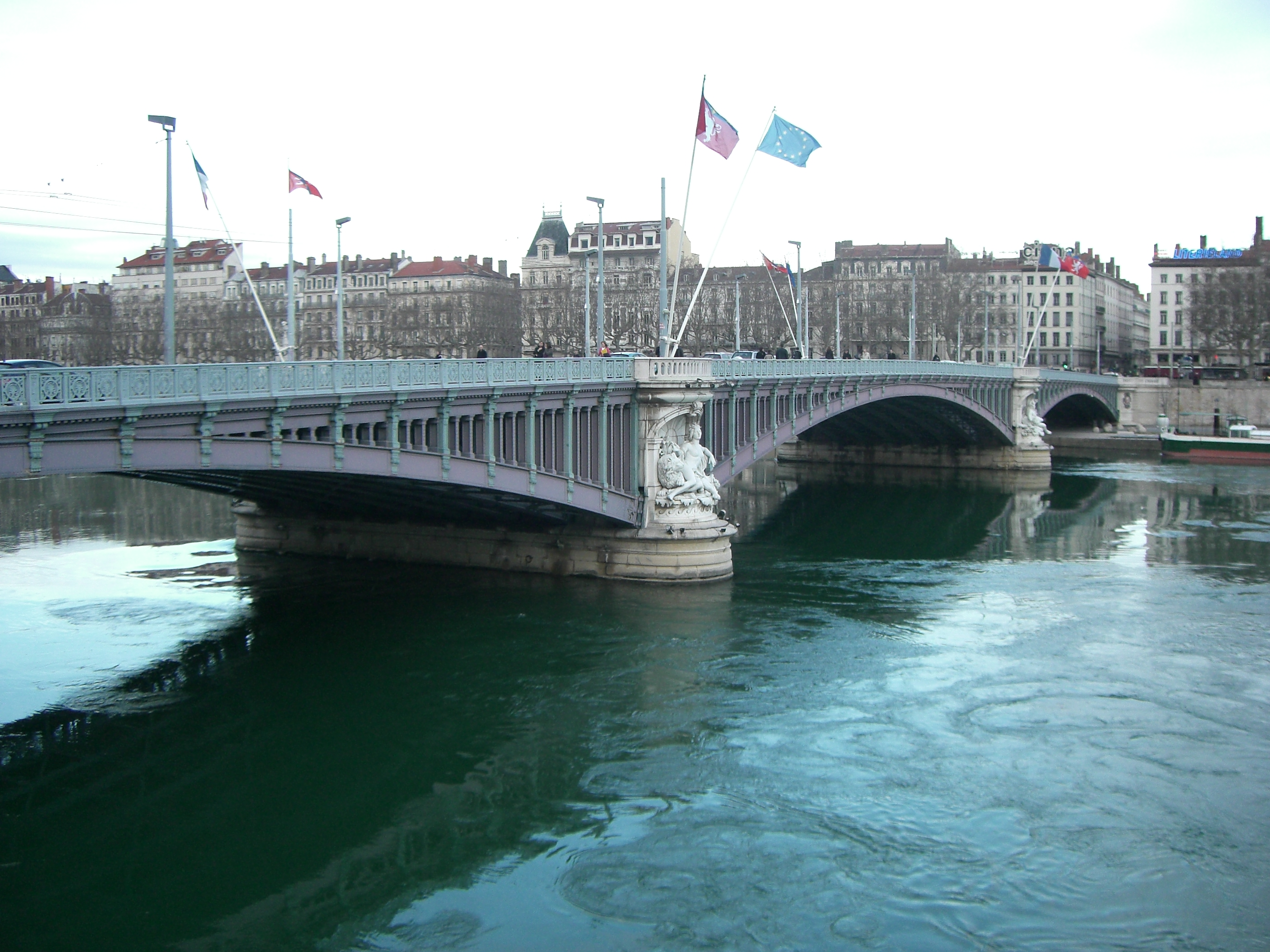
Le Pont Lafayette depuis la rive droite.
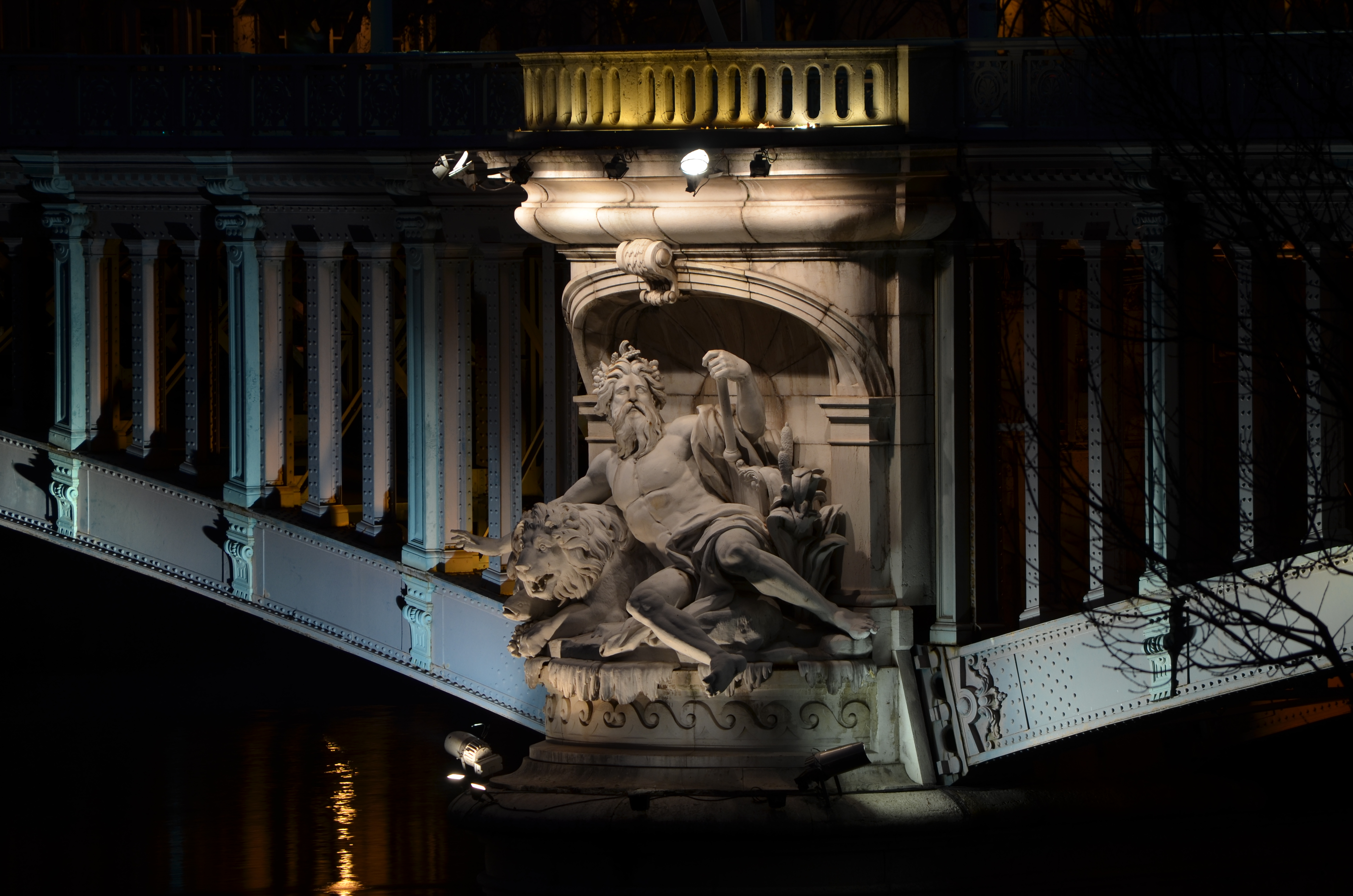
Allégorie du Rhône sur une pile du pont.
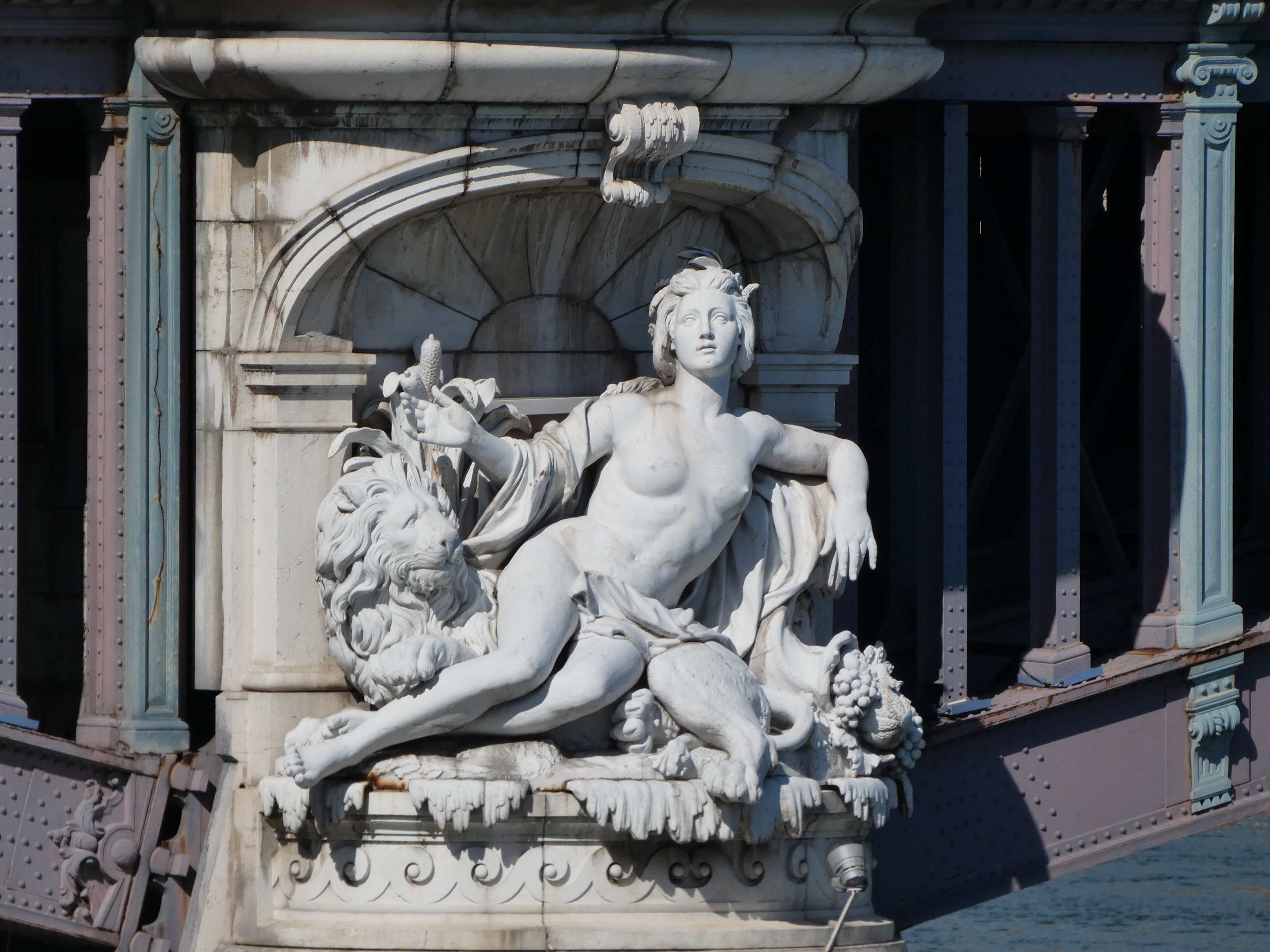
Allégorie de la Saône sur une pile du pont.
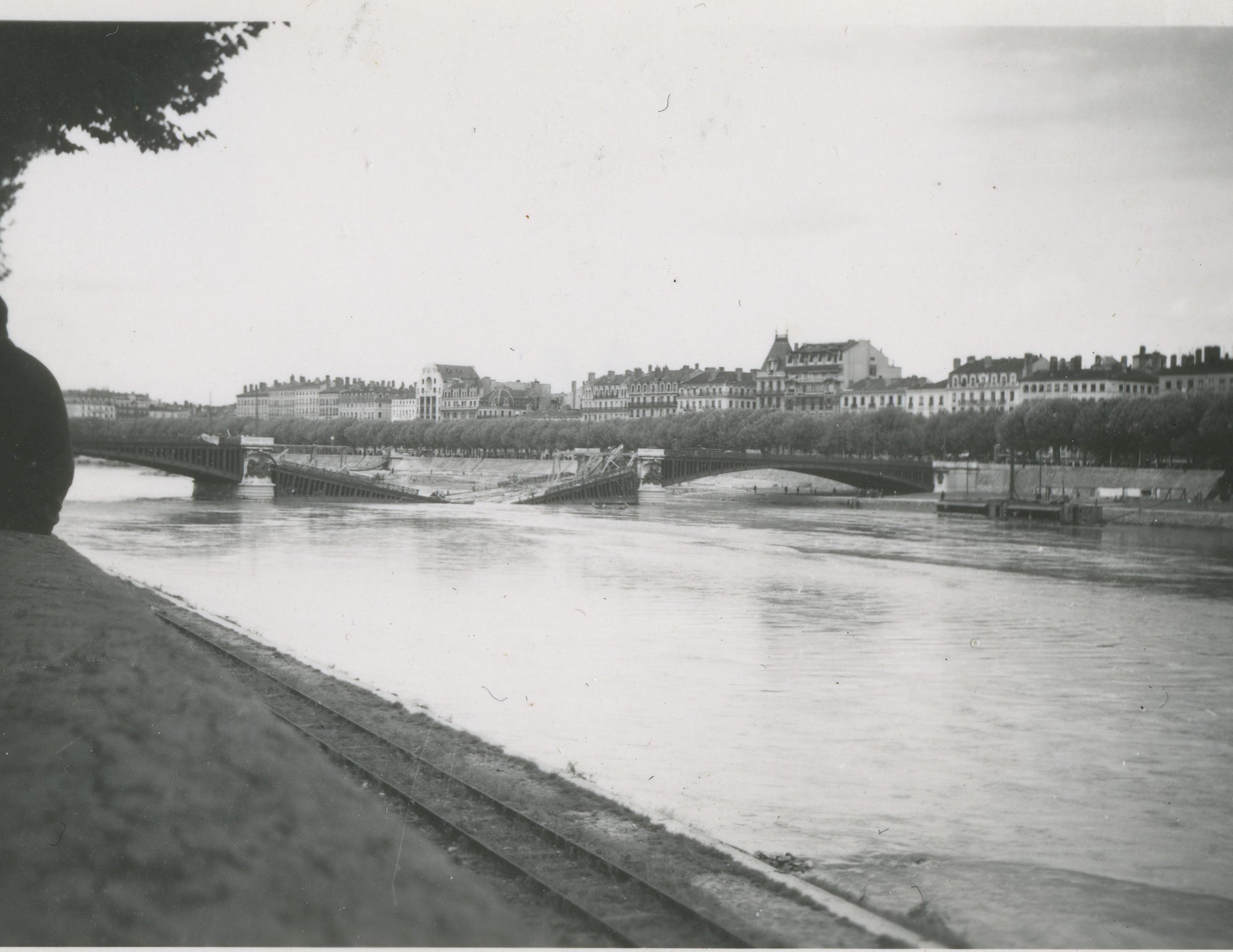
Le pont détruit en 1944.

## Sources
- Cet article est partiellement ou en totalité issu de l'article intitulé « Ponts de Lyon » (voir la liste des auteurs).